# 辯天山 (德島市)

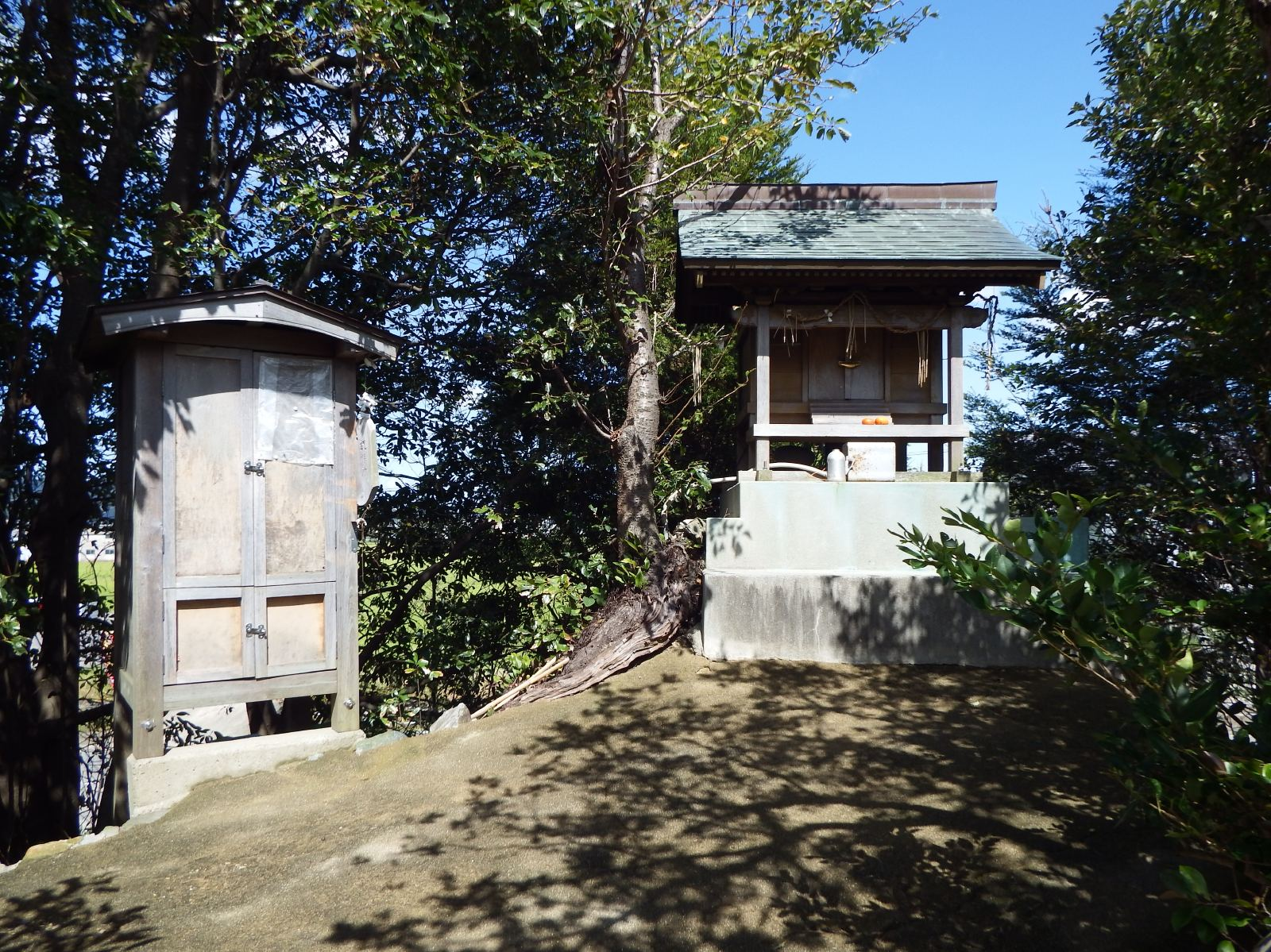
辯天山的山頂

辯天山（日语：〔〕／）是位於日本德島縣德島市方上町的一座山。雖然名稱中有「山」字，事實上只是一個小丘，標高只有6.1公尺，但日本國土地理院勘查後認定辯天山是日本自然形成的山峰中最矮的。當地自2002年起於每年的6月1日舉行開山，並授予參加者登山證明書，是當地一項有趣的鄉土活動。

## 交通
- JR牟岐線地藏橋站徒步抵达

## 外部連結
- http://watchizu.gsi.go.jp/watchizu.aspx?id=51340400&slidex=2000&slidey=800 （页面存档备份，存于）
- http://bentenyama.com （页面存档备份，存于）